# Concórdia (microregio)
Concórdia is een van de 20 microregio's van de Braziliaanse deelstaat Santa Catarina. Zij ligt in de mesoregio Oeste Catarinense en grenst aan de microregio's Chapecó, Xanxerê, Joaçaba, Sananduva (RS) en Erechim (RS). De microregio heeft een oppervlakte van ca. 3.059 km². In 2009 werd het inwoneraantal geschat op 149.361.
Vijftien gemeenten behoren tot deze microregio:
- Alto Bela Vista
- Arabutã
- Arvoredo
- Concórdia
- Ipira
- Ipumirim
- Irani
- Itá
- Lindóia do Sul
- Paial
- Peritiba
- Piratuba
- Presidente Castelo Branco
- Seara
- Xavantina

Mesoregio's: Grande Florianópolis · Norte Catarinense · Oeste Catarinense · Serrana · Sul Catarinense · Vale do Itajaí

Microregio's: Araranguá · Blumenau · Campos de Lages · Canoinhas · Chapecó · Concórdia · Criciúma · Curitibanos · Florianópolis · Itajaí · Ituporanga · Joaçaba · Joinville · Rio do Sul · São Bento do Sul · São Miguel do Oeste · Tabuleiro · Tijucas · Tubarão · Xanxerê